# Jaime Cubías
Jaime Vladimir Cubías Alvarado (né le 10 mai 1974 à San Sebastián au Salvador) est un joueur de football international salvadorien. Il évolue au poste de défenseur du début des années 1990 au milieu des années 2000.

## Biographie

### Carrière en sélection
Avec l'équipe du Salvador, il joue 26 matchs (pour 2 buts inscrits) entre 1995 et 2002. 
Il figure dans le groupe des sélectionnés lors des Gold Cup de 1996 et de 2002. Il atteint les quarts de finale de cette compétition en 2002.
Il joue également quatre matchs comptant pour les tours préliminaires de la coupe du monde, lors des éditions 1998 et 2002.

## Palmarès
| CD FAS - Championnat du Salvador (2) : - Champion : 1994-95 et 1995-96. - Vice-champion : 1993-94 et 1997-98. |  | Luis Ángel Firpo - Championnat du Salvador (2) : - Champion : 1999 (Clôture) et 2000 (Clôture). |

| CD Águila - Championnat du Salvador : - Vice-champion : 2003 (Ouverture). |  | Alianza - Championnat du Salvador (1) : - Champion : 2004 (Clôture). |